# Irene M. Borrego
Irene M. Borrego (Madrid) és una directora, productora i investigadora espanyola.

## Trajectòria
Abans de dedicar-se al món del cinema, es va formar com a economista i va treballar per a la consultora Bain & Company. Després, es va graduar en direcció a l'Escola Internacional de Cinema i Televisió (EICTV) de San Antonio de los Baños, a Cuba, osteriorment va ampliar els seus estudis a l'Escola de Cinema de Londres, al Regne Unit.
Borrego va residir en Mèxic durant diversos anys, on va fer treballs com a guionista per a televisió i va col·laborar en les seccions culturals de diversos mitjans de premsa mexicans. També va treballar com a ajudant de direcció a Cuba, Mèxic i Espanya en pel·lícules com Madrigal (2005), de Fernando Pérez Valdés, El búfalo de la noche (2006) de Jorge Hernández Aldana, o The Bourne Ultimatum (2007) de Paul Greengrass.
En 2010, ja de tornada a Espanya, co-va fundar la productora 59 en Conserva amb la qual ha obtingut premis a França, Portugal, Itàlia, els Estats Units, Ucraïna i Romania. Ha realitzat diversos curtmetratges premiats, com Vekne Hleba i Riba (2013) o Muebles Aldeguer (2015), i pel·lícules d'altres cineastes com Dos Islas, d’Adriana F. Castellanos, El mar no mira de lejos, de Manuel Muñoz Rivas, o This Film is About Me, d’Alexis Delgado, entre d'altres.
En 2022, Borrego va estrenar el seu primer llargmetratge com a directora La visita y un jardín secreto, un documental que rescata la figura de l’ artista Isabel Santaló, contemporània d'Antonio López, l'únic pintor de la seva generació que la recorda, i objecte de mostres al Museu del Louvre. Aquesta pel·lícula sobre la memòria i l'oblit, sobre l'art i el procés creatiu, ha aconseguit diversos premis en el Festival de Màlaga, DocumentaMadrid o el Festival Internacional de Cinema de Múrcia IBAFF.
En la seva faceta com a investigadora, Borrego estudia les interrelacions del cinema amb les altres disciplines artístiques, contribuint en diverses publicacions. Va rebre una beca del Museu del Prado, i ha participat en ponències.

## Reconeixements
Diversos dels curtmetratges dirigits i produïts per Borrego han estat premiats en festivals internacionals, com Vekne Hleba i Riba (2013) o Muebles Aldeguer (2015).
En 2020, Borrego al costat de la seva productora 59 en Conserva, va ser una de les productores europees de cinema documental triades per a l'edició del programa Emerging Producers. El programa és una iniciativa del Festival Internacional de Cinema Documental de Jihlava, afavorida, entre d'altres, per MEDIA i l'Audiovisual Producers' Association.
El documental La visita y un jardín secreto, estrenat en 2022 va ser guardonat amb la Biznaga de Plata a la Millor Direcció i la Biznaga de Plata Premi del Públic Documental del Festival de Màlaga, el Premi al Millor Llargmetratge de Secció Oficial en el Festival Internacional de Cinema de Múrcia (IBAFF), el Premi del Público en DocumentaMadrid, el Premi Nacional de Secció Oficial en el Festival L’Alternativa i també va ser reconegut en Doclisboa.

## Obra

### Direcció
- 2004 – Caleidoscopio. Curtmetratge
- 2004 – Seis y media. Curtmetratge
- 2005 – California. Curtmetratge
- 2008 – Poker. Curtmetratge
- 2012 – Film Postcards: Serbia. Sèrie
- 2013 – Vekne hleba i riba (Los panes y los peces). Curtmetratge
- 2015 – Muebles Aldeguer. Curtmetratge
- 2022 – La visita y un jardín secreto. Documental

### Ajudant de direcció
- 2005 – Madrigal. Direcció: Fernando Pérez Valdés. l'Havana, Cuba.
- 2006 – El búfalo de la noche. Dirección Jorge Hernández Aldana. Ciutat de Mèxic, Mèxic.
- 2007 – The Bourne Ultimatum. Direcció: Paul Greengrass. Madrid, Espanya.

### Producció
- 2017 – Dos islas
- 2017 – El mar nos mira de lejos
- 2019 – This Film is About Me
- 2022 – La visita y un jardín secreto